# Buque balizador

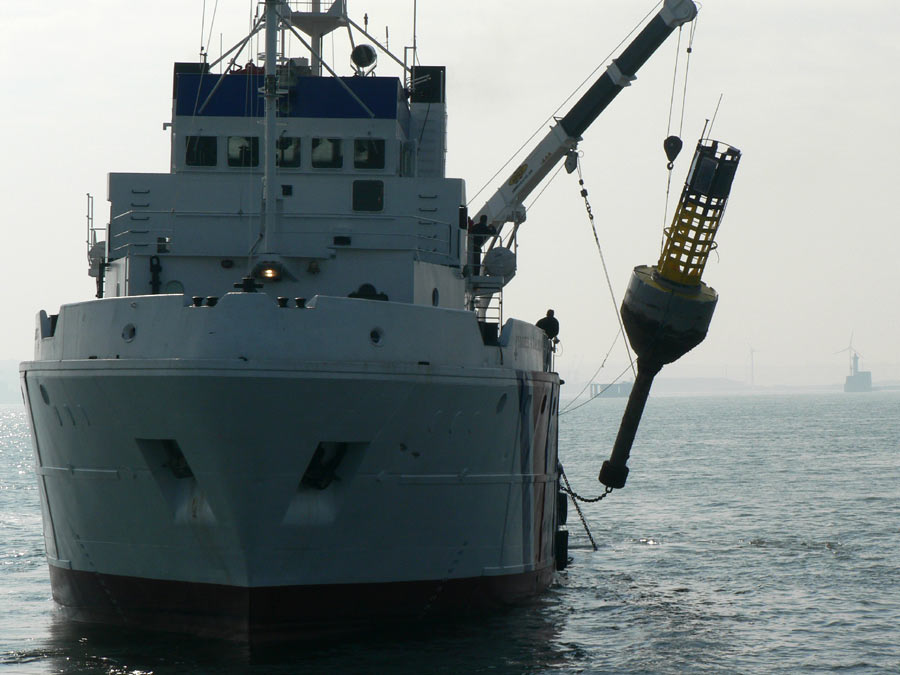
Buque balizador en plena tarea.

Buque balizador un buque dedicado a la colocación y mantenimiento de los sistemas de señalización por boyas y balizas emplazados en espejos de agua. Algunos buques en funciones incluyen el CCGS Alexander Henry canadiense, el ARC Isla Alburquerque de Colombia y el USCGC Mackinaw estadounidense. 